# نساء سرزلي
نساء سرزلي (بالتركية: Nisa Serezli)‏ واسمها الحقيقي: نور النساء آشكينَر (بالتركية: Nurinisa Aşkıner)‏ وولِدت باسم: نور النساء أرسان (بالتركية: Nurinisa Ersan)‏؛ (ولدت في 12 أبريل عام 1928 في مدينة إسطنبول وتوفيت في 25 أغسطس في عام 1922 في مدينة إسطنبول)؛ ممثلة مسرحية وسينمائية، ومترجمة ومدبلجة تركية.

## عنها
ولدت نساء سرزلي في عام 1928 في مدينة إسطنبول وأنهت تعليمها الثانوي في مدرسة إيرينكوي الثانوية للبنات. وتخرجت نساء سرزلي من كلية الهندسة المعمارية بجامعة لوزان وأيضاً من كلية الآداب بجامعة إسطنبول وتخرجت أيضاً من معهد الصحافة بكلية الإقتصاد وفقه اللغة الفرنسية. بدأت نساء سرزلي حياتها الفنية كهاوية بمسرحية «الطفل الشقي الصغير» في مسرح الشباب في عام 1954. وعملت في مجموعات (VB.) بمسرح دورمان وفي مسرح أودا. وعقب رحيل نساء سرزلي عن مسرح دورمان أسست مسرح المدينة وفرقة أيفر فيراي – نساء سرزلي سوياً مع أيفر فيراي. وفي عام 1967 عقب انفصالها عن متين سرزلي الذي تزوجت به فقد تزوجت بتولجا أشكينر بعد ذلك. وأسسوا سوياً مسرح نساء سرزلي – تولجا أشكينر. وقد تفرقت الفرق عقب وفاتها. ولديها طفلاً ولِد في عام 1946 يٌدعى ليفينت من زوجها الأول بولنت وزير أوغلو.
توفيت نساء سرزلي بسبب النوبة القلبية التي أصٌيبت بها في 25 أغسطس عام 1992. وقد دٌفنت في مقبرة زينجيرليكويو.
لا يزال اسم الفنانة على قيد الحياة اليوم وذلك بسبب قيامها بدبلجة أعمال وبالإضافة إلى ترجمتها للأفلام السينمائية. وقد مُنحت جائزة نساء سرزلي أشكينر لفناني المسرح الذين يواصلوا خط النجاح في قسم المسرح على مدار الحياة في قطاع جوائز مسرح عفيفة.

## فيلموغرافيا

### السينما والتلفزيون
- السيدة إيدا – 1992
- ملكة القلوب – عام 1986
- المحارب المتعب – عام 1979
- المعتوه الوسيم – عام 1977
- جانيكو – عام 1976
- من أين خرج هذا الشقي – عام 1975
- المرأة الجذابة – عام 1975
- ورد الشخص الفظ – عام 1970
- بوابات الخجل – عام 1967
- البوابة الحديدية – عام 1967
- النظام المتدهور – عام 1965
- أطفال الأمس – عام 1965
- من أجل يوماً جميلاً – عام 1964

### المسرح
- المعتوه الوسيم
- الحافي القدمين
- الأرملة الرائعة
- الفقراء الرائعين - 1963
- الحماة في السماء
- زوجين من الحمام
- جانيكو
- الطفل الشقي الصغير
- أماندا المجنون
- رسائل الشاعر
- مجنون الألعاب النارية
- العجلة
- المرأة المتعبدة
- وسام النصر
- باشا البشوات
- الحفل
- السدادات
- قبل الفطار – الهواة
- سيكون آخر الغد – الهواة
- طريق الدوفر – الهواة
- ترام الهيام
- الكوميديا السوداء: بيتر شافر – مسرح دورمان – عام 1966
- سيأتي المحبوب من ألمانيا: مسرح دورمان – عام 1964
- بونتيلا أغا مع أوشاغي ماتي: برتولت بريخت – مسرح دورمان – عام 1965

## جوائز
- عام 1964 – جائزة مسرح إلهان إسكندر للممثلة الأكثر نجاحاً بالعام عن مسرحية الفقراء الرائعين
- عام 1966 – جائزة مسرح إلهان إسكندر للممثلة الأكثر نجاحاً بالعام عن فيلم المعتوه الوسيم

## وصلات خارجية
- نساء سرزلي على موقع IMDb (الإنجليزية)